# 호에촌
호에촌(일본어: 宝江村)은 일본 기후현 모토스군에 설치되었던 촌이다. 현재의 미즈호시 남서부에 해당한다.
발족 당시에는 오노군의 촌이었으나, 오노군이 분할되면서 모토스군의 촌이 되었다.

## 참고 문헌
- 角川日本地名大辞典編纂委員会,『角川日本地名大辞典 21 岐阜県』1980, 角川書店